# The Horror at 37,000 Feet
Pour plus de détails, voir Fiche technique et Distribution.
The Horror at 37,000 Feet est un téléfilm américain de David Lowell Rich diffusé le 13 février 1973 sur CBS.
Il est totalement inédit dans les pays francophones.

## Synopsis
Le vol AOA en provenance de Londres vers Los Angeles est sous le contrôle d'un démon issu d'un autel en pierre acheminé par un architecte et sa femme dans la soute de l'appareil. Les passagers sont prisonniers et le capitaine est incapable de maintenir le cap de l'appareil vers sa destination. L'esprit maléfique va faire passer un soirée de cauchemar aux passagers qui ne devront leur salut qu'à l'intervention d'un prêtre défroqué et alcoolique.

## Fiche technique
- Titre original : The Horror at 37,000 Feet
- Réalisation : David Lowell Rich
- Scénario : Ronald Austin et James D. Buchanan d'après une histoire de V.X. Appleton
- Directeur de la photographie : Earl Rath
- Montage : Bud S. Isaacs
- Décors : James Hulsey
- Distribution : Pam Polifroni
- Musique : Morton Stevens
- Effets spéciaux de maquillage : George Lane
- Producteur : Anthony Wilson
- Compagnie de Production : CBS
- Compagnie de distribution : CBS
- Genre : Film d'horreur
- Pays :  États-Unis
- Durée : 73 minutes
- Date de diffusion :  États-Unis : 13 février 1973

## Distribution
- Chuck Connors : Capitaine Ernie Slade
- Buddy Ebsen : Glenn Farlee
- Tammy Grimes : Madame Pinder
- Lynn Loring : Manya
- Jane Merrow : Sheila O'Neill
- France Nuyen : Annalik
- William Shatner : Paul Kovalik
- Roy Thinnes : Alan O'Neill
- Paul Winfield : Docteur Enkalla
- Will Hutchins : Steve Holcomb
- Darleen Carr : Margot
- Brenda Benet : Sally
- Russell Johnson : Jim Hawley
- Mia Bendixsen : Jodi
- H.M. Wynant : Frank Driscoll

## Commentaires
- William Shatner et Paul Winfield se retrouveront à nouveau réunis à l'écran une dizaine d'années plus tard pour Star Trek 2 : La Colère de Khan de Nicholas Meyer.
- Roy Thinnes et Lyn Loring au moment du tournage étaient mari et femme dans le civil.
- Russell Johnson jouera dans un téléfilm avec un sujet similaire en 1978 dans Le Fantôme du vol 401 de Steven Hilliard Stern.

## DVD
- États-Unis :

- The Horror at 37,000 Feet (DVD Keep Case) sorti le 18 mars 2014 chez CBS-Paramount. Le ratio écran est en 1.33:1 plein écran 4:3. L'audio est en anglais uniquement avec sous-titres anglais. Pas de suppléments. La durée du film est de 73 minutes. Il s'agit d'une édition Zone 1 NTSC. ASIN B00H7BJ0C4